# Naatlo maturaca
Espèce
Naatlo maturaca est une espèce d'araignées aranéomorphes de la famille des Theridiosomatidae.

## Distribution
Cette espèce est endémique du Brésil. Elle se rencontre en Amazonas, au Pará et au Mato Grosso.

## Description
Le mâle holotype mesure 2,03 mm et la femelle paratype 3,64 mm. Les mâles mesurent de 1,90 à 2,40 mm et les femelles de 3,24 à 3,76 mm

## Étymologie
Son nom d'espèce lui a été donné en référence au lieu de sa découverte, Maturacá à São Gabriel da Cachoeira.

## Publication originale
- Rodrigues & Lise, 2008 : Description of two new species of Naatlo (Araneae: Theridiosomatidae) from Brazil. Revista Brasileira de Zoologia, vol. 25, no 2, p. 299-308 (texte intégral).